# Ana Casares Polo
Ana Casares Polo (Pamplona, 21 de junio de 1971) es una deportista española que compitió en triatlón.
Ganó una medalla de bronce en el Campeonato Mundial de Triatlón de Invierno de 2002 y una medalla de bronce en el Campeonato Europeo de Triatlón de Invierno de 2015.
También ha competido a nivel nacional en maratón, llegando a ser campeona de España en 2010. En 2016, estuvo nominada a los Premios Navarra Televisión en la categoría valores deportivos.

## Palmarés internacional
| Campeonato Mundial | Campeonato Mundial | Campeonato Mundial | Campeonato Mundial |
| Año                | Lugar              | Medalla            | Prueba             |
| ------------------ | ------------------ | ------------------ | ------------------ |
| 2002               | Brusson (Italia)   | Medalla de bronce  | Relevos            |
| Campeonato Europeo |                    |                    |                    |
| Año                | Lugar              | Medalla            | Prueba             |
| 2015               | Reinosa (España)   | Medalla de bronce  | Individual         |